# Phthiracarus abstemius
Phthiracarus abstemius är en kvalsterart som beskrevs av Wojciech Niedbała 1989. Phthiracarus abstemius ingår i släktet Phthiracarus och familjen Phthiracaridae. Inga underarter finns listade i Catalogue of Life.